# اتفاقية واشنطن
اتفاقية واشنطن (بالإنجليزية: Washington Agreement) هو اتفاق لوقف إطلاق النار بين جمهورية البوسنة والهرسك والجمهورية الكرواتية في البوسنة والهرسك غير المعترف بها. وقع الاتفاق في واشنطن في 18 مارس 1994 وفيينا. وقع الاتفاق رئيس الوزراء البوسني حارث سيلايديتش ووزير الخارجية الكرواتي ماتي غرانيتش ورئيس البوسنة والهرسك كريسيمير زوباك. بموجب الاتفاق قُسمت الأراضي المشتركة التي تحتفظ بها القوات الكرواتية والبوسنية إلى عشرة كانتونات مستقلة، التي بدورها أسست لاتحاد البوسنة والهرسك. تم اختيار نظام الكانتونات لمنع هيمنة مجموعة عرقية على مجموعة أخرى.
فيما بعد وُقع اتفاق واشنطن الإطاري الذي نص على إنشاء اتحاد فدرالي أو اتحاد كونفدرالي بين كرواتيا واتحاد البوسنة والهرسك بوصفه أحد أهداف اتفاقية واشنطن.

## وصلات خارجية
- معهد الولايات المتحدة للسلام: اتفاقية واشنطن (بالإنجليزية)